# Michele Dicran Sirinian
Michele Dicran Sirinian (Costantinopoli, 12 marzo 1923 – Roma, 10 dicembre 2003) è stato un ingegnere e militare italiano di origine armena.
Ha collaborato con il professor Luigi Broglio svolgendo un'attività fondamentale nella realizzazione del Progetto San Marco.

## Biografia
Nato a Costantinopoli da genitori di origine armena, dopo aver completato gli studi secondari presso il Collegio “Saint Michel” diretto dai Fratelli delle scuole cristiane, giunse in Italia ove conseguì la laurea in Ingegneria al Politecnico di Milano. Attratto dall'ingegneria aeronautica, si trasferì a Roma dove ottenne la sua seconda laurea presso la Scuola di Ingegneria Aerospaziale dell'Università di Roma La Sapienza nel 1950. Durante gli studi, ebbe la fortuna di incontrare il professor Luigi Broglio, che all'epoca era già un prestigioso e carismatico ufficiale dell'Aeronautica, il quale, intuendo le capacità di quel giovane venuto da lontano, dopo il superamento di vari concorsi, tutti vinti con esiti brillanti, tra cui quello per entrare come ufficiale al Ministero dell'aeronautica, lo prescelse come primo dei suoi assistenti per formare un gruppo di valenti giovani ingegneri diretti a svolgere attività di ricerca di avanguardia. In questo periodo, Sirinian fu il principale collaboratore di Broglio nella progettazione, costruzione e messa a punto della prima galleria supersonica del vento presso la Scuola di Ingegneria Aeronautica, che ebbe un grande successo nel campo della ricerca.

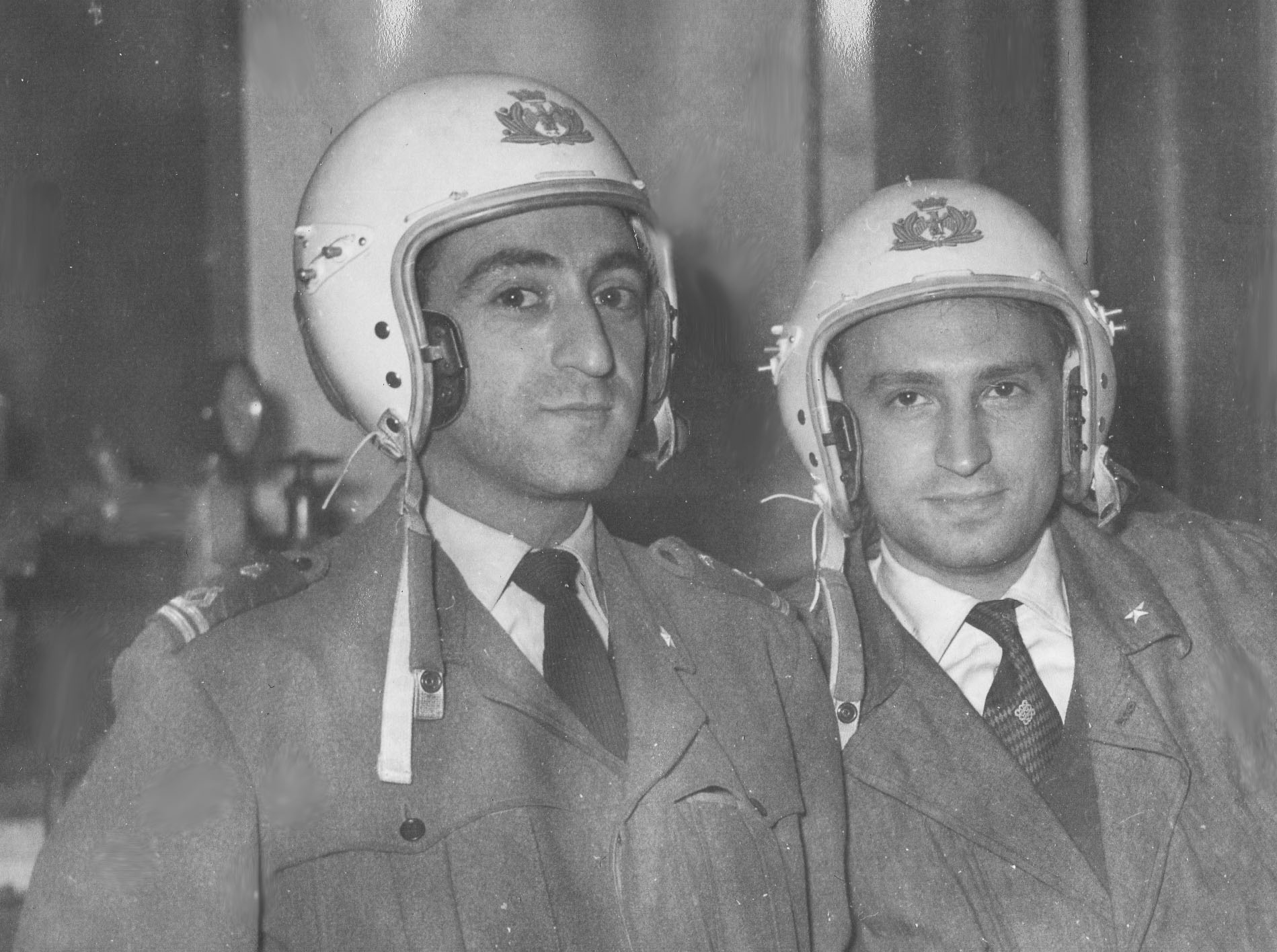
Sirinian insieme con il prof. Ugo Ponzi

Negli anni 1956-57 trascorse un fecondo periodo di studi presso l'Istituto von Karman di Bruxelles. Tornato a Roma, venne incaricato da Broglio di svolgere la funzione di segretario tecnico in una commissione rivolta a valutare un'eventuale iniziativa dell'Aeronautica italiana nel settore aerospaziale. Fu in conseguenza di questo incarico che Sirinian intuì l'enorme possibilità di sviluppo che quel settore di ricerca avrebbe potuto rappresentare per l'Aeronautica italiana. Questa intuizione venne subito accolta da Broglio, che ne fece lo scopo fondamentale dell'attività tecnico-scientifica intrapresa da allora e durata fino al 1988.
Nel 1960 Broglio gli affidò l'incarico dell'organizzazione dei futuri lanci di satelliti in orbite equatoriali nell'ambito del Progetto San Marco in collaborazione con la NASA. Nel 1962 fu alla guida di un gruppo di ingegneri e tecnici specializzati per il lancio nello spazio del primo satellite interamente italiano della storia, il San Marco 1, avvenuto il 15 dicembre 1964 da Wallops Island in Virginia. Tale lancio pose l'Italia cronologicamente al terzo posto nel mondo dopo gli USA e l'URSS. Tutte le operazioni di assemblaggio e di lancio furono eseguite dall'efficientissimo gruppo italiano sotto la guida e la responsabilità di Sirinian, gruppo che conseguì la stima e l'ammirazione incondizionata da parte della NASA. Questa storica vicenda è riportata, tra molte altre pubblicazioni, anche nell'articolo “La gloriosa parabola del San Marco” redatto dal Col. Giorgio Predonzani e pubblicato nel numero 5/2004 della rivista di geopolitica “Limes” nell'ambito della monografia “Le mani sullo spazio”. 

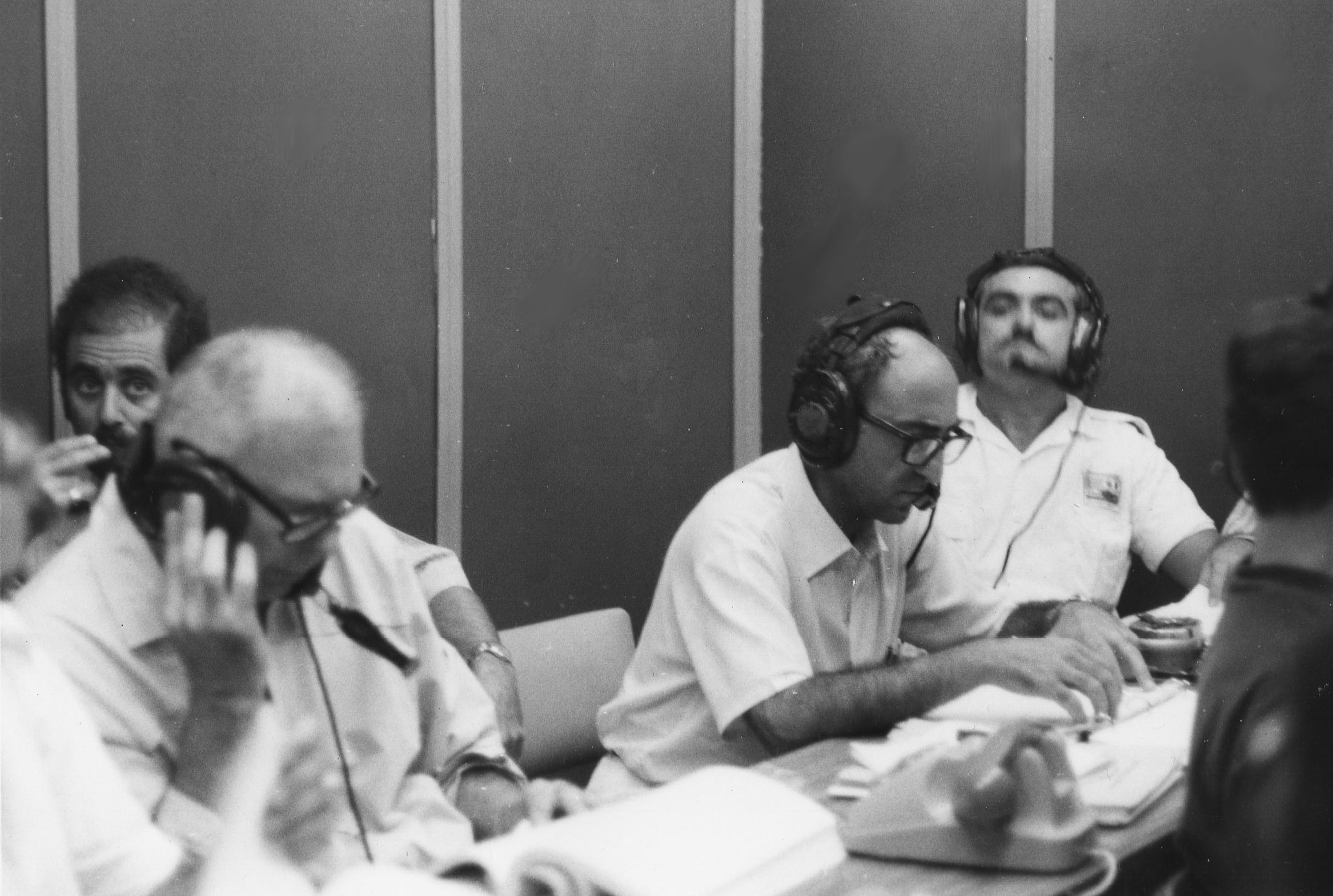
Sirinian accanto al prof. Luigi Broglio

Da allora si susseguirono sotto la direzione di Sirinian e sempre con successo numerosi altri lanci dalla piattaforma San Marco del Poligono equatoriale italiano in Kenya. Tale poligono annovera un record: nessun lancio fallito in tutto il periodo di attività.
Nelle pubblicazioni del 1980-82 progettò la avveniristica traiettoria di arrivo di una capsula apribile dalla quale fuoriesce un aeroplano fornito di una complessa strumentazione, in grado di spiccare il volo su Marte.
Venti anni dopo la NASA si è interessata a questo progetto e ha celebrato l'anniversario dei 100 anni dal primo volo dei Fratelli Wright con un velivolo molto simile a quello da lui realizzato.
Nell'ambito universitario ha ricoperto il ruolo di Professore Ordinario presso la Scuola di Ingegneria Aerospaziale dell'Università La Sapienza di Roma, mentre al termine del servizio militare è stato collocato a riposo con il grado di Generale Ispettore.
Durante una vita molto intensa, è anche stato promotore di diverse iniziative scientifiche e umanitarie a favore del popolo armeno. Tra queste spicca il progetto Tempus Tacis per la formazione di tecnici dei trasporti aerei del Politecnico (SEUA) di Erevan, capitale della Prima Repubblica di Armenia. È per la riuscita di tale progetto che detta Università ha voluto dedicare alla sua memoria l'aula nella quale si svolgevano e si svolgono tuttora le lezioni del corso.
Infine, il 21 luglio 2011, la Scuola di Ingegneria Aerospaziale di Roma ha intestato a lui, con una targa commemorativa, il Laboratorio di Meccanica del Volo situato nella sede della Scuola presso il Centro di Ricerca Progetto San Marco all'Aeroporto dell'Urbe di Roma.